# Imperio de ultramar

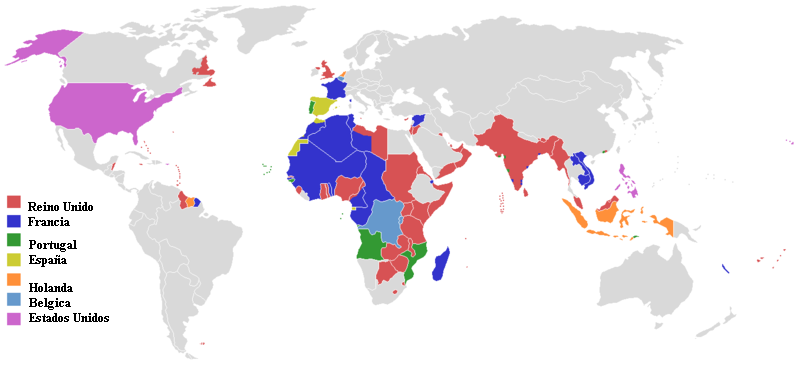
Diferentes colonias en 1945.

A partir del siglo XVI los incipientes estados-nación europeos, el Imperio Británico, el Imperio francés, entre otros, se lanzaron a la conquista y colonización de nuevos territorios a través del océano, en busca de materias primas y mercados más amplios; estos son conocidos como Imperios de ultramar.
Los países europeos que tuvieron más colonias a lo largo de la historia fueron:
Reino Unido (130), Francia (90), Portugal (52), España (44), Países Bajos (29), Alemania (20), Rusia (17), Dinamarca (9), Suecia (8), Italia (7), Noruega (6) y Bélgica (3).

## Expansión europea

### Amberes, corazón económico de Europa en elsigloXVI
Durante buena parte del siglo XVI, Amberes fue el corazón económico de Europa y centro de las operaciones comerciales que relacionaban la plata americana que entraba a Europa por Sevilla y las especias asiáticas llegadas vía Lisboa circunnavegando África o vía Venecia a través de las rutas terrestres del Próximo Oriente. 
Estos productos confluían en Amberes y de allí eran redistribuidos por Europa central y septentrional. También llegaba a Amberes oro de América utilizado para pagar a los soldados de la monarquía hispánica y que, mediante la intervención de mercaderes genoveses, favorecía los distintos intercambios comerciales a los países.

### Ámsterdam y las bases del Imperio neerlandés
La posición de Amberes como punto de enlace de los grandes circuitos comerciales fue relativamente breve. La revuelta de Flandes contra la monarquía hispánica provocó reiterados bloqueos contra la ciudad y diversos saqueos. Amberes dejó de ser el centro de distribución de oro, plata y especias y se convirtió en uno de los principales escenarios bélicos de una guerra continua.
Su posición fue ocupada paulatinamente por Ámsterdam, que monopolizaba la distribución de los cereales bálticos hacia el resto de Europa. Los neerlandeses penetraron en los mercados asiáticos para adquirir especias y, de este modo, erosionaron simultáneamente la posición de Amberes y Lisboa.
Por otra parte, mientras los neerlandeses sustituían a los portugueses en el control de las rutas oceánicas hacia Asia, los ingleses ocupaban el papel de Venecia en el comercio mediterráneo, gracias a importantes acuerdos comerciales con Turquía y a la venta de tejidos ligeros ingleses en el conjunto del Mediterráneo. De este modo, a finales del siglo XVI, el triángulo formado por Lisboa, Amberes y Venecia fue sustituido por Ámsterdam y, en menor medida, por Londres.

### Países Bajos, Inglaterra y Francia

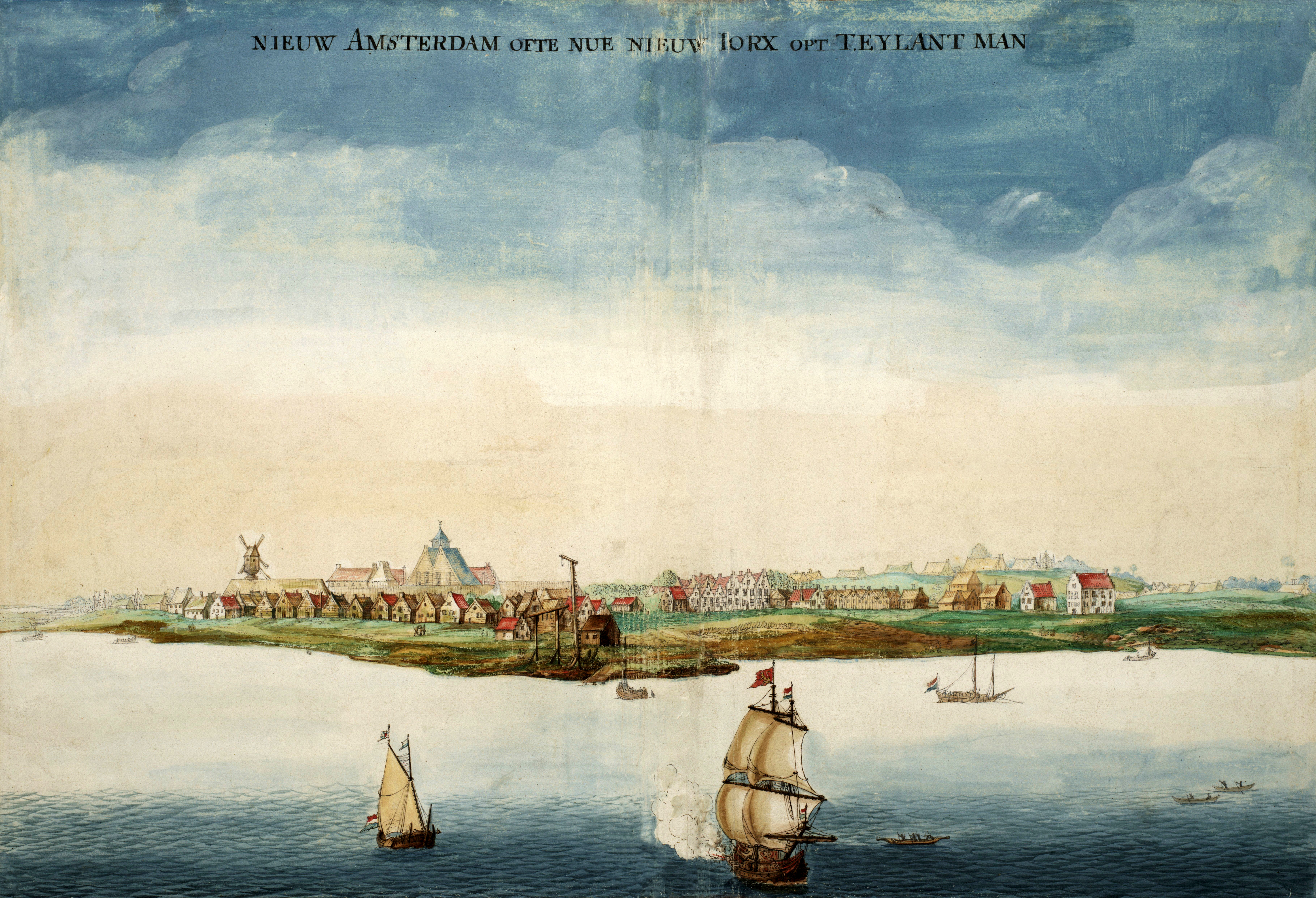
Nueva Ámsterdam, colonia holandesa precedente de la actual Nueva York, para 1664.

En 1581, Felipe II de España se convirtió en rey de Portugal, con lo que los dos mayores imperios de la época quedaron bajo la soberanía de un único monarca. Su imperio incluía América Central, América del Sur, Filipinas, las costas de Angola, las costas de África oriental, importantes enclaves en la India, Indonesia y el mar de China. Además, apadrinaba la política imperial alemana de sus primos de la rama austriaca de los Habsburgo e intervenía intensamente en la política interna francesa, apoyando al partido católico.
Felipe II de España fue el soberano más poderoso del mundo, pero también el que tuvo un mayor número de enemigos, entre los cuales, el Imperio Turco y Países Bajos, a los que, más tarde, se añadiría Inglaterra. La incorporación de Portugal a la monarquía hispánica convirtió las colonias portuguesas en el principal objetivo de Países Bajos. Los neerlandeses expulsaron a los portugueses de la mayoría de sus posesiones en Asia, les arrebataron momentáneamente Angola y ocuparon el norte de Brasil. Los ingleses, y más tarde los franceses, se incorporaron pronto a la guerra oceánica contra la monarquía hispánica.
Neerlandeses, ingleses y franceses se repartieron los territorios que aún no habían sido ocupados por los españoles (especialmente América del Norte y algunas posiciones en las costas africanas) y las áreas de influencia portuguesa en Asia. Los neerlandeses fundaron Nueva Ámsterdam, conquistaron importantes posiciones al norte de Brasil y ocuparon la colonia de El Cabo, en el sur de África y la isla de Ceilán(Sri Lanka) y el archipiélago de la Sonda (Indonesia), en Asia.
Los ingleses se asentaron en la costa de América del Norte, desde la Florida española hasta Terranova (con la excepción de Nueva Ámsterdam y del valle del río San Lorenzo, que era posesión francesa). Además, iniciaron su penetración en la India con el establecimiento en Calcuta y Madrás. Por su parte, los franceses ocuparon el valle del río San Lorenzo y Acadia en América del Norte. En África arrebataron la desembocadura del río Senegal a los portugueses y se apoderaron de Madagascar; en Asia se establecieron en Pondicherry y Chandernagor.

### La lucha por la hegemonía mundial
Desde mediados del siglo XVII, Países Bajos, Inglaterra Francia se disputaron la hegemonía mundial. Así, durante la segunda mitad del siglo XVII hubo tres guerras anglo-neerlandesas cuyas principales consecuencias fueron la expulsión de Países Bajos de América del Norte, en beneficio de Inglaterra, y diversas ganancias territoriales neerlandesas en el Mar Caribe a costa de Inglaterra (Surinam) y de la monarquía hispánica (islas de Curazao, Aruba y Bonaire). Por su parte, Países Bajos perdió sus posiciones en el norte de Brasil y en Angola, que volvieron a estar bajo control portugués; sin embargo, mejoró sus posiciones asiáticas a costa de Portugal.
Las reiteradas alianzas en contra de Francia lograron frenar el avance francés en Europa y consolidaron las posiciones coloniales de Inglaterra en América del Norte. Con el Tratado de Utrecht (1713), Francia renunció a sus posibles aspiraciones sobre la bahía de Hudson y Terranova y entregó Acadia (Nueva Escocia) al Reino Unido. En ese momento, Francia sólo conservaba el valle del río San Lorenzo y las islas de su estuario. A partir de entonces se inició la construcción de una línea de fuertes a lo largo del curso de los ríos San Lorenzo, Ohio y Misisipi. El objetivo final de este conjunto de operaciones era bloquear el avance de los colonos anglófonos en los montes Apalaches.
Durante las cuatro décadas siguientes, el principal punto de fricción entre Francia y el Reino Unido fue el control del valle del río Ohio. Para los franceses era un punto estratégico en la ruta que unía las colonia de Quebec (valle del río San Lorenzo) y Luisiana (desembocadura del río Misisipi). Para los británicos y los colonos estadounidenses era una pieza fundamental para establecer una ruta terrestre con el Canadá británico y romper el cerco continental que intentaban imponer los franceses. Evidentemente, se trataba de dos estrategias incompatibles, destinadas a enfrentarse. De este modo, los incidentes de Ohio (1754) fueron el preludio de la decisiva Guerra de los Siete Años (1756-1763).
A partir de 1757, la flota británica bloqueó los puertos franceses. Francia se vio imposibilitada para sostener su esfuerzo militar ultraoceánico y el Reino Unido tomó la iniciativa en la India, África, el Caribe y América del Norte. En la India, el general británico Robert Clive de Plassey derrotó repetidamente a los franceses y sus aliados locales hasta ocupar su último reducto (Pondicherry) en 1761. Simultáneamente, en América del Norte los británicos ocuparon Quebec y, por la paz de París (1763), obtuvieron la mitad oriental de Luisiana y la Florida española. Además, los franceses entregaron la mitad occidental de Luisiana a los españoles, que al intentar ayudar a Francia habían acabado perdiendo Florida.
De este modo, el conflicto finalizó con la expulsión francesa de la India y de América del Norte, en beneficio del Reino Unido, que se convirtió en la potencia hegemónica, a pesar de la pérdida de las trece colonias americanasa que formaron el núcleo de Estados Unidos.

### Indonesia, núcleo del Imperio neerlandés

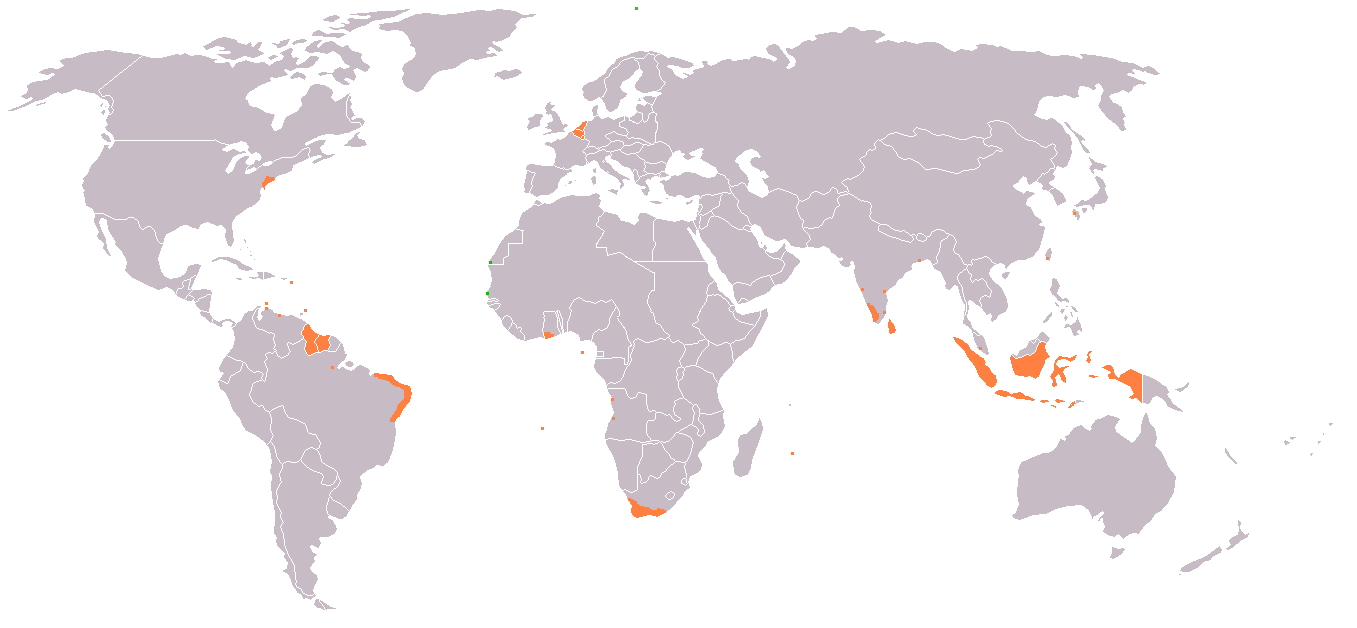
Posesiones del Imperio neerlandés hacia 1650.

Desde finales del siglo XVI, los neerlandeses habían empezado a intervenir en Indonesia en competencia con los comerciantes hispánicos y portugueses (en aquel momento, Portugal y España permanecían unidos bajo un mismo soberano que estaba en guerra con Países Bajos: la Guerra de los Ochenta Años, 1568 1648).
En 1602, varios grupos comerciales neerlandeses fundaron la Compañía Holandesa de las Indias Orientales, que tenía el monopolio del comercio holandés en el archipiélago indonesio y la obligación de colonizarlo. Durante los siglos XVII y XVIII, los neerlandeses impulsaron plantaciones de azúcar y café, y a finales del siglo XIX explotaron mayoritariamente el caucho, las oleaginosas y el estaño.

### El sur de África, entre Países Bajos y Reino Unido

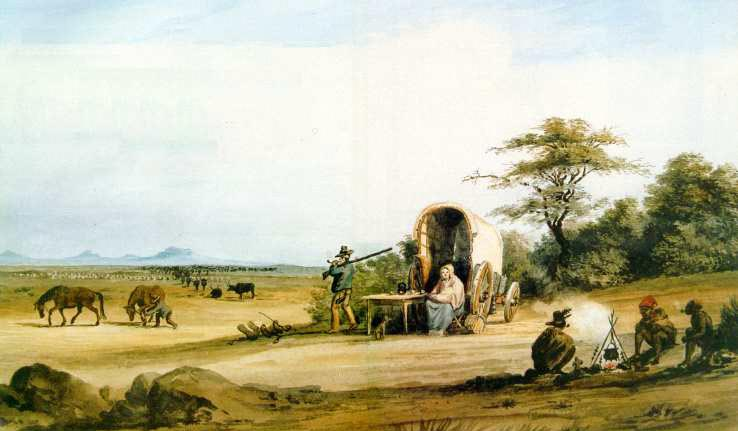
Bóeres cruzando el karoo.

Al igual que en el Caribe , la presencia holandesa en el sur de África se inició a mediados del siglo XVII. Los neerlandeses se asentaron en El Cabo en 1652, encabezados por Jan van Riebeeck. Se trataba de un punto estratégico para el control de las rutas navales porque unía los océanos Atlántico e Índico. Los portugueses habían renunciado a controlar la zona, a causa de la hostilidad de sus habitantes, los khoikhoin.
En 1688 había unos 600 colonos neerlandeses dedicados a la agricultura y a la ganadería que abastecían a los barcos que cubrían la ruta entre Países Bajos e Indonesia. En principio trabajaban para la Compañía Holandesa de las Indias Orientales y no podían comerciar por su cuenta. Sin embargo, con el paso del tiempo fueron asentándose nuevos colonos que actuaban libremente y que iban ampliando, progresivamente, la extensión de la colonia a costa de las poblaciones locales.
Entre 1770 y 1840, los colonos, denominados bóeres, sostuvieron 7 grandes guerras contra las tribus africanas. Sin embargo, en 1806, aprovechando que las tropas napoleónicas ocupaban Países Bajos, los británicos se apoderaron de El Cabo y, poco después, prohibieron el tráfico de esclavos. Esta medida atentaba contra los intereses económicos de los bóeres, lo que provocó un gran conflicto.
En 1834 unos 14 000 bóeres abandonaron la colonia de El Cabo y se asentaron en Orange y en Transvaal, éxodo que se conoce como el Gran Trek. Allí continuaron sus prácticas esclavistas y proclamaron su independencia respecto al Imperio Británico (estatutos de Transvaal, 1852 y de Orange, 1854). En principio, el Reino Unido aceptó esta situación porque se beneficiaba del tráfico comercial de los bóeres a través de los puertos británicos.
Esta coexistencia pacífica se acabó a causa de la disputa sobre el control de los yacimientos de oro y diamantes en Transvaal en 1867. El Reino Unido ofreció a los dos estados bóeres la posibilidad de incorporarse al Imperio Británico, pero éstos no estaban dispuestos a compartir las nuevas riquezas de sus territorios. De este modo, en 1889 se inició una cruenta guerra. Algunas decenas de miles de bóeres murieron y muchos más fueron encerrados en campos de concentración. Finalmente, tuvieron que rendirse y aceptar la incorporación de sus estados libres al Imperio Británico.